# Brancus
Brancus Simon, 1902 è un genere di ragni appartenente alla famiglia Salticidae.

## Distribuzione
Le 6 specie oggi note di questo genere sono state rinvenute in Africa occidentale e centrale; la sola B. bevisi è stata rinvenuta anche in Sudafrica.

## Tassonomia
A dicembre 2010, si compone di sei specie:
- Brancus bevisi Lessert, 1925 — Guinea, Sudafrica
- Brancus blaisei Simon, 1902 — Africa occidentale
- Brancus hemmingi Caporiacco, 1949 — Kenya
- Brancus muticus Simon, 1902[2] — Africa centrale e occidentale
- Brancus poecilus Caporiacco, 1949 — Kenya
- Brancus verdieri Berland & Millot, 1941 — Guinea

### Specie trasferite
- Brancus viciriaeformis Berland & Millot, 1941; trasferita al genere Viciria, con la denominazione provvisoria di Viciria viciriaeformis (Berland & Millot, 1941); a seguito di uno studio dell'aracnologo Clark del 1974, ne è stata ravvisata la sinonimia con Viciria ocellata (Thorell, 1899)[1].